# Terremoto del Guatemala del 2012
Il terremoto del Guatemala del 2012 è stato un evento sismico verificatosi al largo delle coste pacifiche guatemalteche, 35 km a sud della città di Champerico, il 7 novembre 2012 alle ore 10:35 locali (16:35 UTC) con una magnitudo di 7,4 Mw. Oltre che in Guatemala, il sisma è stato avvertito anche a El Salvador e in parte del Messico.
I morti accertati ed identificati per il sisma sono 52, concentrati principalmente nel dipartimento di San Marcos.
Il sisma è stato seguito da una piccola onda anomala, alta meno di un metro, che non ha destato allarme da parte dei centri di monitoraggio.

## Danni e vittime
Si registrano circa 567 feriti con un totale di 97 morti.

### Situazione in Guatemala
I danni più gravi sono stati registrati nella cittadina di San Pedro Sacatepéquez nel dipartimento di San Marcos, dove sono crollati alcuni palazzi e una scuola elementare.

### Situazione in Messico
A Città del Messico sono stati evacuati numerosi edifici.